# Клікова ширина

Побудова дистанційно-успадковуваного графа клікової ширини 3 незв'язним об'єднанням, перейменуванням вершин і об'єднанням міток. Мітки вершин показано кольорами.

В теорії графів клікова ширина графа {\displaystyle G} — це параметр, який описує структурну складність графа. Параметр тісно пов'язаний з деревною шириною, але, на відміну від деревної ширини, клікова ширина може бути обмеженою навіть для щільних графів. Клікова ширина визначається як мінімальна кількість міток, необхідних для побудови {\displaystyle G} за допомогою таких 4 операцій:
1. Створення нової вершини v з міткою i (операція i(v))
2. Незв'язне об'єднання двох розмічених графів G і H (операція {\displaystyle G\oplus H})
3. З'єднання ребром кожної вершини з міткою i з кожною вершиною з міткою j (операція η(i, j)), де {\displaystyle i\neq j}
4. Перейменування мітки i на j (операція ρ(i,j))

До графів з обмеженою кліковою шириною належать кографи і дистанційно-успадковувані графи. Хоча обчислення клікової ширини є NP-складною задачею, за умови, що верхня межа не відома, і невідомо, чи можна її обчислити за поліноміальний час, коли верхня межа відома, ефективні апроксимаційні алгоритми обчислення клікової ширини відомі. Спираючись на ці алгоритми і теорему Курселя, багато оптимізаційних задач на графах, NP-складних для довільних графів, можна розв'язати або швидко апроксимувати для графів з обмеженою кліковою шириною.
Послідовності побудови, на які спирається поняття клікової ширини, сформулювали Курсель, Енгельфрід і Розенберг у 1990 і Ванке. Назву «клікова ширина» використала для іншої концепції Хлєбікова. Від 1993 термін став уживатися в сучасному значенні.

## Особливі класи графів
Кографи — це точно графи з кліковою шириною, що не перевищує двох. Будь-який дистанційно-успадковуваний граф має клікову ширину, що не перевищує 3. Однак клікова ширина інтервальних графів не обмежена (згідно зі структурою ґратки). Так само не обмежена клікова ширина двочасткових графів перестановок (згідно з подібною структурою ґратки). Ґрунтуючись на описі кографів як графів без породжених підграфів, ізоморфних шляхам без хорд, класифіковано клікову ширину багатьох класів графів, визначених забороненими породженими підграфами.
Інші графи з обмеженою кліковою шириною — k-степені листків для обмежених значень k, тобто породжені підграфи листків дерева T у степені графа Tk. Однак степінь листків за необмеженого показника степеня не має обмеженої ширини листків.

## Межі
Курсель і Олару, а також Корнейл і Ротікс, дали такі межі клікової ширини деяких графів:
- Якщо граф має клікову ширину максимум k, то те саме істинне для будь-якого породженого підграфа графа[13].
- Доповнення графа з кліковою шириною k має клікову ширину, що не перевищує 2k[14].
- Графи з деревною шириною w мають клікову ширину, що не перевищує 3 · 2w − 1. Експоненційна залежність у межі необхідна — існують графи, клікова ширина яких експоненційно більша від їхньої деревної ширини[15]. З іншого боку, графи з обмеженою кліковою шириною можуть мати необмежену деревну ширину. Наприклад, повні графи з n вершинами мають клікову ширину 2, але деревну ширину n − 1. Однак, графи з кліковою шириною k, які не містять повного двочасткового графа Kt,t як підграфа, мають деревну ширину, що не перевищує 3k(t − 1) − 1. Таким чином, для будь-якого сімейства розріджених графів наявність обмеження деревної ширини еквівалентне наявності обмеження клікової ширини[16].
- Інший параметр графів, рангова ширина, обмежена в обох напрямках кліковою шириною: рангова ширина ≤ клікової ширини ≤ 2рангової ширини + 1 [17].

Крім того, якщо граф G має клікову ширину k, то степінь графа Gc має клікову ширину, що не перевищує 2kck. Хоча в нерівностях для клікової ширини в порівняннях з деревною шириною та степенем графа присутня експонента, ці межі не дають суперпозиції — якщо граф G має деревну ширину w, то Gc має клікову ширину, що не перевершує 2(c + 1)w + 1 − 2, лише проста експонента від деревної ширини.

## Обчислювальна складність
Багато задачі оптимізації, NP-складні для більш загальних класів графів, можна ефективно розв'язати за допомогою динамічного програмування на графах з обмеженою кліковою шириною, якщо послідовність побудови цих графів відома. Зокрема, будь-який інваріант графа, який можна виразити в MSO1 (одномісна логіка другого порядку, вид логіки другого порядку, що дозволяє квантори над множинами вершин) має алгоритм лінійного часу для графів з обмеженою шириною за одним із формулювань теореми Курселя. Можна також знайти оптимальні розмальовки або гамільтонові цикли графів з обмеженою кліковою шириною за поліноміальний час, якщо послідовність побудови графа відома, але степінь полінома збільшується зі збільшенням клікової ширини, і доводи з теорії обчислювальної складності показують, що така залежність, схоже, неминуча.
Графи з кліковою шириною три можна розпізнати і послідовність їх побудови можна знайти за поліноміальний час за допомогою алгоритму, заснованого на розщіплюваної декомпозиції. Для класів графів з необмеженою кліковою шириною точне обчислення клікової ширини є NP-складною задачею, а також NP-складно отримати апроксимацію з сублінійною адитивною помилкою. Однак, якщо верхня межа клікової ширини відома, можна отримати послідовність побудови графа з обмеженою шириною (експоненціально більшою від справжньої клікової ширини) за поліноміальний час. Залишається відкритим питання, чи можна точну клікову ширину або близьку апроксимацію обчислити за фіксовано-параметрично розв'язний час, чи можна її обчислити за поліноміальний час для графів з будь-якою фіксованою межею клікової ширини, або, навіть, чи можна графи з кліковою шириною чотири розпізнати за поліноміальний час.

## Зв'язок з деревною шириною
Теорія графів з обмеженою кліковою шириною подібна до теорії графів з обмеженою деревною шириною, але, на відміну від деревної ширини, допускає щільні графи. Якщо сімейство графів має обмежену клікову ширину, то воно або має обмежену деревну ширину, або будь-який повний двочастковий граф є підграфом якогось графа в сімействі. Деревна ширина і клікова ширина також пов'язані теорією реберних графів — родина графів має обмежену деревну ширину тоді й лише тоді, коли їхні реберні графи мають обмежену клікову ширину.